# Liste des Espagnols lauréats du prix Nobel
Huit Espagnols ont pour l'instant reçu le prix Nobel.

## Liste des lauréats
| Année | Portrait | Nom                                | Prix                  | Commentaire                  | Prix partagé avec |
| ----- | -------- | ---------------------------------- | --------------------- | ---------------------------- | ----------------- |
| 1904  |          | José de Echegaray (1832-1916)      | Littérature           |                              | Frédéric Mistral  |
| 1906  |          | Santiago Ramón y Cajal (1852-1934) | Physiologie/ médecine |                              | Camillo Golgi     |
| 1922  |          | Jacinto Benavente (1866-1954)      | Littérature           |                              | -                 |
| 1956  |          | Juan Ramón Jiménez (1881-1958)     | Littérature           |                              | -                 |
| 1959  |          | Severo Ochoa (1905-1993)           | Physiologie/ médecine |                              | Arthur Kornberg   |
| 1977  |          | Vicente Aleixandre (1898-1984)     | Littérature           |                              | -                 |
| 1989  |          | Camilo José Cela (1916-2002)       | Littérature           |                              | -                 |
| 2010  |          | Mario Vargas Llosa (1936)          | Littérature           | Péruvien naturalisé espagnol | -                 |